# Angevillers
Angevillers är en kommun i departementet Moselle i regionen Grand Est (tidigare regionen Lorraine) i nordöstra Frankrike. Kommunen ligger i kantonen Fontoy som tillhör arrondissementet Thionville-Ouest. År 2022 hade Angevillers 1 357 invånare.

## Befolkningsutveckling
Antalet invånare i kommunen Angevillers
| Referens: INSEE |